# Primera División de Costa Rica 2011/12
Die Saison 2011/12 beinhaltete die 97. und die 98. Auflage der Primera División de Costa Rica, der höchsten costa-ricanischen Fußballliga. In dieser Saison wurden zwei Meisterschaften - Invierno Progol-JPS 2011 und Verano Progol-JPS 2012 - ausgespielt. Aus den Ergebnissen beider Meisterschaften wurde eine Gesamttabelle erstellt, um den Teilnehmer an der Relegation mit dem Vizemeister der Liga de Ascenso-Segunda División zu ermitteln. Die Gewinner beider Meisterschaften qualifizierten sich für die CONCACAF Champions League 2012/13. Alajuelense gewann mit dem Invierno 2011 die dritte Meisterschaft in Folge und die 27. der Vereinsgeschichte, im Verano 2012 sicherte sich Herediano zum 22. Mal in der Vereinsgeschichte die Meisterschaft. Neuling Orión verlor die Relegation gegen den Vizemeister der zweiten Liga und stieg somit nach nur einem Jahr wieder in die Zweitklassigkeit ab.

## Austragungsmodus
Am 12. April 2011 einigten sich die Vertreter der elf Mitgliedsvereine der UNAFUT, den Spielmodus der nationalen Meisterschaft zu reformieren, was unter anderem die Eliminierung des Zwei-Gruppen-Systems mit sich bringt. Am 10. Mai 2011 wurde der Spielmodus noch einmal leicht verändert. Die Saison 2011/12 ist in die zwei Spielzeiten Invierno 2011 und Verano 2012 aufgeteilt. Die beiden Meisterschaften wurden in folgendem Modus ausgespielt:
- Zunächst spielten die elf teilnehmenden Mannschaften in einer Einfachrunde (Hin- und Rückspiel) im Modus Jeder gegen Jeden die besten vier Mannschaften aus.
- Diese vier Teams spielten anschließend in Hin- und Rückspielen (1. gegen 4., 2. gegen 3.) im Halbfinale die beiden Finalisten aus.
- Im Finale spielen die beiden Halbfinalsieger in Hin- und Rückspiel den Meister aus.

Aus den Hauptrunden der beiden Meisterschaften (Invierno und Verano) wurde eine Gesamttabelle erstellt. Der Letztplatzierte in dieser Wertung bestritt ein Relegationsspiel gegen den Vizemeister der Liga de Ascenso-Segunda División, so nehmen 2012/13 wieder 12 Mannschaften teil (der Zweitligameister steigt wie zuvor direkt auf).

## Besondere zusätzliche Regel
- In jedem Kader (aus maximal 25 Spielern bestehend) durften sich höchstens vier Ausländer befinden.

## Teilnehmer
Nachdem die 2010/11 von CD Barrio México benutzte Franchise von Liberia Mía CF während des Verano 2011 aus der UNAFUT ausgeschlossen wurde, verblieben nur noch elf Klubs für die Saison 2011/12.
Aufgrund seiner schwierigen finanziellen Situation und der Nichtakzeptanz bei den Fans löste Brujas FC sich im Anschluss an den Verano 2011 auf. Die Besitzer der Franchise gaben diese für zunächst fünf Jahre an Juan Luis Hernández und den Klub Orión FC ab. Orión ging unter dem Namen Orión FC - Desamparados an den Start.
| Startplatz:               | Verein                     | Herkunft (Ort, Provinz)            | Stadion                          | Vereinsfarben          | Meistertitel | Übertragungsrechte         |
| ------------------------- | -------------------------- | ---------------------------------- | -------------------------------- | ---------------------- | ------------ | -------------------------- |
| 01. Gesamttabelle 2010/11 | LD Alajuelense             | Alajuela, Alajuela                 | Estadio Alejandro Morera Soto    | Rot und Schwarz        | 26           | Repretel (Kanäle 4, 6, 11) |
| 02. Gesamttabelle 2010/11 | CS Herediano               | Heredia, Heredia                   | Estadio Eladio Rosabal Cordero   | Rot und Gelb           | 21           | Repretel (Kanäle 4, 6, 11) |
| 03. Gesamttabelle 2010/11 | AD San Carlos              | Ciudad Quesada, Alajuela           | Estadio Carlos Ugalde Álvarez    | Rot und Blau           | 0            | Teletica (Kanäle 7,33)     |
| 04. Gesamttabelle 2009/10 | CS Cartaginés              | Cartago, Cartago                   | Estadio José Rafael "Fello" Meza | Rot und Blau           | 3            | Teletica (Kanäle 7, 33)    |
| 05. Gesamttabelle 2010/11 | CD Saprissa                | San Juan de Tibás, San José        | Estadio Ricardo Saprissa Ayma    | Dunkelviolett und Weiß | 29           | Teletica (Kanäle 7, 33)    |
| 06. Gesamttabelle 2010/11 | Limón FC                   | Puerto Limón, Limón                | Estadio Juan Goban               | Grün und Weiß          | 0            | Repretel (Kanäle 4, 6, 11) |
| 07. Gesamttabelle 2010/11 | AD Municipal Pérez Zeledón | San Isidro de El General, San José | Estadio Municipal Otto Ureña     | Hellblau und Blau      | 0            | Teletica (Kanäle 7, 33)    |
| Franchise von Brujas FC   | Orión FC - Desamparados    | Tarrazú, San José*                 | Estadio Municipal Hermanos Umaña | Blau und Rot           | 2            | ExtraTV42 (Kanal 42)       |
| 09. Gesamttabelle 2010/11 | AD Santos de Guápiles      | Guápiles, Limón                    | Estadio Ebal Rodrígez            | Rot und Weiß           | 0            | ExtraTV42 (Kanal 42)       |
| 10. Gesamttabelle 2010/11 | Puntarenas FC              | Puntarenas, Puntarenas             | Estadio Lito Pérez               | Orange und Schwarz     | 0            | Teletica (Kanäle 7, 33)    |
| Meister LIASCE-SD 2010/11 | Belén-Bridgestone FC       | Belén, Heredia                     | Polideportivo Belén              | Rot und Weiß           | 0            | Repretel (Kanäle 4, 6, 11) |

* Orión FC - Desamparados spielte ursprünglich im Estadio Hernán "Cuty" Monge in Desamparados, San Jose. Die Oberbürgermeisterin von Desamparados, Maureen Fallas, setzte aber juristisch durch Orión das Nutzungsrecht zu entziehen. Dies war ihr möglich, da das Stadion sich aufgrund des Arrests Minor Vargas´ in den USA nun wieder vollständig im Besitz der Stadt Desamparados befunden hatte.
Der Verein trägt somit die Heimspiele seiner Profimannschaft nun in Tarrazú, San José aus, die rund 900 Schüler umfassende Fußballschule des Vereins ist nach Hatillo 8 umgezogen.

## Saison

### Invierno Progol-JPS 2011
Dedicado: Leonel Hernández Valerín

#### Hauptrunde
| Pl.             | Verein                      | Sp. | S  | U | N  | Tore    | Diff. | Punkte |
| --------------- | --------------------------- | --- | -- | - | -- | ------- | ----- | ------ |
| 1.              | CS Herediano                | 20  | 11 | 6 | 3  | 039:190 | +20   | 39     |
| 2.              | LD Alajuelense (M)          | 20  | 11 | 4 | 5  | 038:230 | +15   | 37     |
| 3.              | CD Saprissa                 | 20  | 9  | 8 | 3  | 034:220 | +12   | 35     |
| 4.              | CS Cartaginés               | 20  | 7  | 9 | 4  | 031:270 | +4    | 30     |
| 5.              | Puntarenas FC               | 20  | 7  | 7 | 6  | 027:340 | −7    | 28     |
| 6.              | AD Municipal Pérez Zeledón  | 20  | 7  | 5 | 8  | 031:300 | +1    | 26     |
| 7.              | AD Santos de Guápiles       | 20  | 6  | 7 | 7  | 026:270 | −1    | 25     |
| 8.              | AD San Carlos               | 20  | 5  | 6 | 9  | 022:330 | −11   | 21     |
| 9.              | Belén-Bridgestone FC (N)    | 20  | 4  | 7 | 9  | 021:300 | −9    | 19     |
| 10.             | Limón FC                    | 20  | 5  | 4 | 11 | 019:300 | −11   | 19     |
| 11.             | Orión FC - Desamparados (F) | 20  | 4  | 5 | 11 | 020:340 | −14   | 17     |
| Stand: Endstand |                             |     |    |   |    |         |       |        |

#### Halbfinale
| 4./3. Hauptrunde | Gesamt | 1./2. Hauptrunde | Hinspiel | Rückspiel |
| ---------------- | ------ | ---------------- | -------- | --------- |
| CS Cartaginés    | 1:3    | CS Herediano     | 1:2      | 0:1       |
| CD Saprissa      | 2:3    | LD Alajuelense   | 0:1      | 2:2       |

#### Finale
| Sieger HF 2    | Gesamt          | Sieger HF 1  | Hinspiel | Rückspiel |
| -------------- | --------------- | ------------ | -------- | --------- |
| LD Alajuelense | 2:2 (8:7 i. E.) | CS Herediano | 1:1      | 1:1 n. V. |

#### Platzierungen
| Platz           | Verein                      |
| --------------- | --------------------------- |
| 01              | LD Alajuelense (M)          |
| 02              | CS Herediano                |
| 03              | CD Saprissa                 |
| 04              | CS Cartaginés               |
| 05              | Puntarenas FC               |
| 06              | AD Municipal Pérez Zeledón  |
| 07              | AD Santos de Guápiles       |
| 08              | AD San Carlos               |
| 09              | Belén-Bridgestone FC (N)    |
| 10              | Limón FC                    |
| 11              | Orión FC - Desamparados (F) |
| Stand: Endstand |                             |

#### Beste Torschützen
|                 | Spieler           | Verein        | Tore |
| --------------- | ----------------- | ------------- | ---- |
| 1               | Randall Brenes    | CS Cartaginés | 13   |
| 2               | Jairo Arrieta     | CD Saprissa   | 12   |
| 0               | José Luis Cordero | CS Herediano  | 12   |
| 4               | Víctor Núñez      | CS Herediano  | 9    |
| 5               | Olman Vargas      | CS Herediano  | 8    |
| 0               | Yendrick Ruiz     | Puntarenas FC | 8    |
| Stand: Endstand |                   |               |      |

### Verano Progol-JPS 2012
Dedicado: Dennis Marshall Maxwell

#### Hauptrunde
| Pl.             | Verein                      | Sp. | S  | U | N  | Tore    | Diff. | Punkte |
| --------------- | --------------------------- | --- | -- | - | -- | ------- | ----- | ------ |
| 1.              | AD Municipal Pérez Zeledón  | 20  | 11 | 4 | 5  | 038:250 | +13   | 37     |
| 2.              | AD Santos de Guápiles       | 20  | 12 | 1 | 7  | 032:280 | +4    | 37     |
| 3.              | CD Saprissa                 | 20  | 10 | 6 | 4  | 038:230 | +15   | 36     |
| 4.              | CS Herediano                | 20  | 10 | 4 | 6  | 033:200 | +13   | 34     |
| 5.              | LD Alajuelense (M)          | 20  | 10 | 3 | 7  | 034:250 | +9    | 33     |
| 6.              | CS Cartaginés               | 20  | 10 | 3 | 7  | 033:300 | +3    | 33     |
| 7.              | AD San Carlos               | 20  | 8  | 5 | 7  | 023:260 | −3    | 29     |
| 8.              | Belén-Bridgestone FC (N)    | 20  | 7  | 7 | 6  | 035:280 | +7    | 28     |
| 9.              | Puntarenas FC               | 20  | 5  | 3 | 12 | 023:350 | −12   | 18     |
| 10.             | Limón FC                    | 20  | 4  | 4 | 12 | 018:370 | −19   | 16     |
| 11.             | Orión FC - Desamparados (F) | 20  | 2  | 2 | 16 | 012:420 | −30   | 08     |
| Stand: Endstand |                             |     |    |   |    |         |       |        |

#### Halbfinale
| 4./3. Hauptrunde | Gesamt | 1./2. Hauptrunde           | Hinspiel | Rückspiel |
| ---------------- | ------ | -------------------------- | -------- | --------- |
| CS Herediano     | 3:1    | AD Municipal Pérez Zeledón | 1:1      | 2:0       |
| CD Saprissa      | *1:1*  | AD Santos de Guápiles      | 1:0      | 0:1       |

| * | 36:37 Punkte in der Hauptrunde |

#### Finale
| Sieger HF 2  | Gesamt | Sieger HF 1           | Hinspiel | Rückspiel |
| ------------ | ------ | --------------------- | -------- | --------- |
| CS Herediano | 6:3    | AD Santos de Guápiles | 4:2      | 2:1       |

#### Platzierungen
| Platz           | Verein                      |
| --------------- | --------------------------- |
| 01              | CS Herediano                |
| 02              | AD Santos de Guápiles       |
| 03              | AD Municipal Pérez Zeledón  |
| 04              | CD Saprissa                 |
| 05              | LD Alajuelense (M)          |
| 06              | CS Cartaginés               |
| 07              | AD San Carlos               |
| 08              | Belén-Bridgestone FC (N)    |
| 09              | Puntarenas FC               |
| 10              | Limón FC                    |
| 11              | Orión FC - Desamparados (F) |
| Stand: Endstand |                             |

#### Beste Torschützen
| 1               | Cristian Lagos      | AD Santos de Guápiles      | 10 |
| 0               | José Carlos Cancela | CS Herediano               | 10 |
| 3               | Marco Mena          | Belén-Bridgestone FC       | 9  |
| 0               | Victor Nuñez        | CS Herediano               | 9  |
| 5               | Pablo Brenes        | CS Cartaginés              | 8  |
| 0               | Camilo Aguirre      | AD Municipal Pérez Zeledón | 8  |
| 0               | Minor Escoe         | CD Saprissa                | 8  |
| Stand: Endstand |                     |                            |    |

### Gesamttabelle
| Pl.             | Verein                      | Sp. | S  | U  | N  | Tore    | Diff. | Punkte |
| --------------- | --------------------------- | --- | -- | -- | -- | ------- | ----- | ------ |
| 1.              | CS Herediano                | 40  | 21 | 10 | 9  | 072:390 | +33   | 73     |
| 2.              | CD Saprissa                 | 40  | 19 | 14 | 7  | 072:440 | +28   | 71     |
| 3.              | LD Alajuelense              | 40  | 21 | 7  | 12 | 072:480 | +24   | 70     |
| 4.              | AD Municipal Pérez Zeledón  | 40  | 18 | 9  | 13 | 068:540 | +14   | 63     |
| 5.              | CS Cartaginés               | 40  | 17 | 12 | 11 | 064:570 | +7    | 63     |
| 6.              | AD Santos de Guápiles       | 40  | 18 | 8  | 14 | 058:550 | +3    | 62     |
| 7.              | AD San Carlos               | 40  | 13 | 11 | 16 | 045:590 | −14   | 50     |
| 8.              | Belén-Bridgestone FC (N)    | 40  | 11 | 14 | 15 | 055:570 | −2    | 47     |
| 9.              | Puntarenas FC               | 40  | 12 | 10 | 18 | 050:690 | −19   | 46     |
| 10.             | Limón FC                    | 40  | 9  | 8  | 23 | 037:670 | −30   | 35     |
| 11.             | Orión FC - Desamparados (F) | 40  | 6  | 7  | 27 | 032:760 | −44   | 25     |
| Stand: Endstand |                             |     |    |    |    |         |       |        |

#### Relegation
| Letztplatzierter        | Gesamt | Vizemeister 2. Liga | Hinspiel | Rückspiel |
| ----------------------- | ------ | ------------------- | -------- | --------- |
| Orión FC - Desamparados | 2:4    | AD Carmelita        | 2:2      | 0:2       |